# ريتشارد هوكينز
ريتشارد هوكينز (بالإنجليزية: Richard Hawkins)‏ هو رسام أمريكي، ولد في 1960.